# Metrodora acuta
Metrodora acuta är en insektsart som beskrevs av Günther, K. 1939. Metrodora acuta ingår i släktet Metrodora och familjen torngräshoppor. Inga underarter finns listade i Catalogue of Life.